# Diocesi di Braganza-Miranda
La diocesi di Braganza-Miranda (in latino Dioecesis Brigantiensis-Mirandensis) è una sede della Chiesa cattolica in Portogallo suffraganea dell'arcidiocesi di Braga. Nel 2022 contava 126.130 battezzati su 133.680 abitanti. È retta dal vescovo Nuno Manuel dos Santos Almeida.

## Territorio
La diocesi comprende il distretto di Braganza nel nord-est del Portogallo.
Sede vescovile è la città di Braganza, dove si trova la cattedrale di Nostra Signora Regina. A Miranda do Douro sorge la concattedrale di Santa Maria.
Il territorio si estende su 6.599 km² ed è suddiviso in 321 parrocchie. Dal 16 giugno 2012 è stata rivista l'organizzazione territoriale della diocesi, con la riduzione delle arcipreture da 12 a 4:
- arcipretura di Braganza, comprensiva dei comuni di Braganza e di Vinhais;
- arcipretura di Miranda do Douro, comprensiva dei comuni di Miranda do Douro, di Mogadouro e di Vimioso;
- arcipretura di Mirandela, comprensiva dei comuni di Mirandela e di Macedo de Cavaleiros, e della parrocchia di Castro Vicente nel comune di Mogadouro;
- arcipretura di Moncorvo, comprensiva dei comuni di Alfândega da Fé, di Carrazeda de Ansiães, di Freixo de Espada à Cinta, di Torre de Moncorvo e di Vila Flor.

## Storia

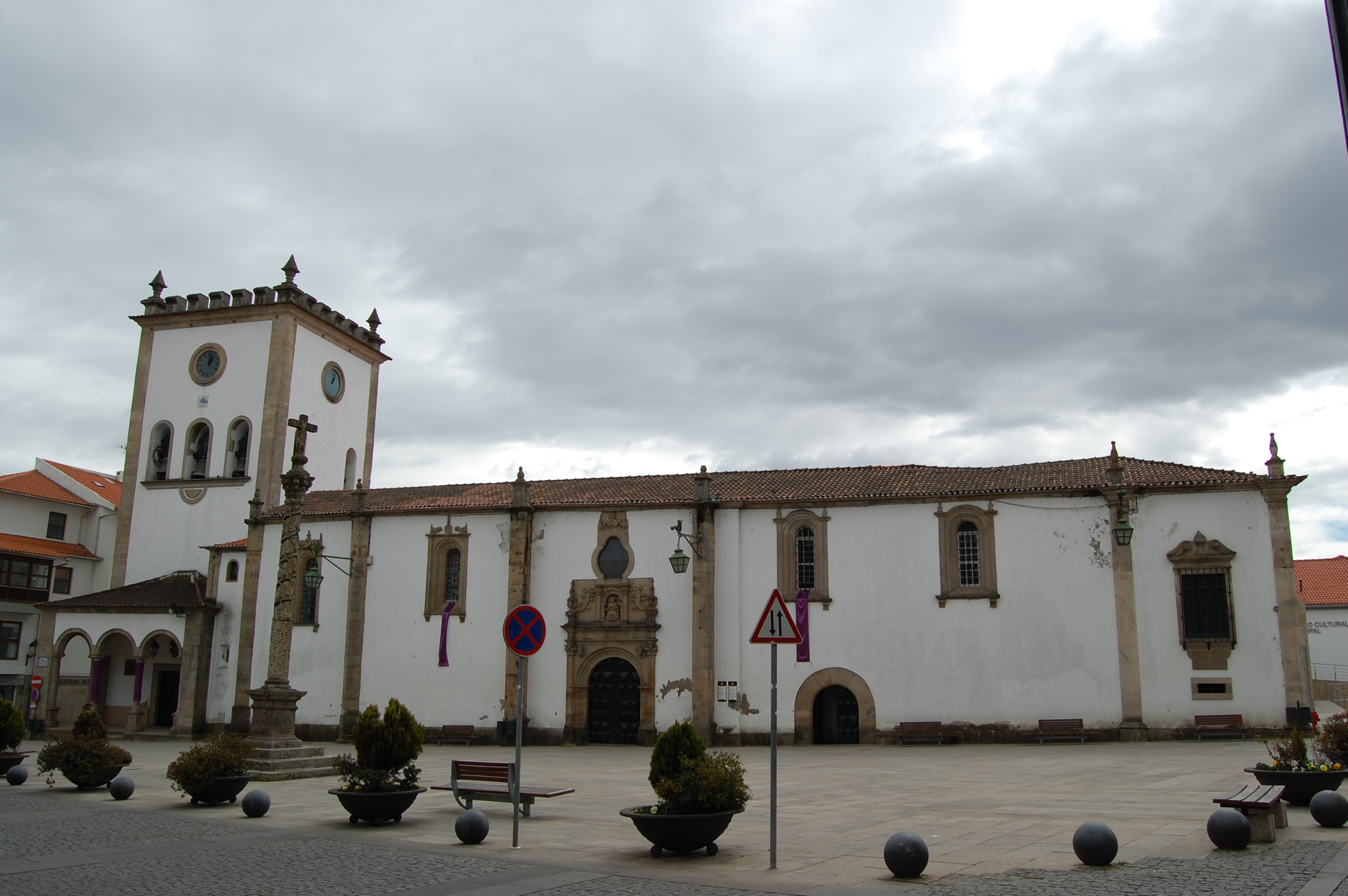
La cattedrale vecchia di Braganza, sostituita dalla cattedrale nuova di Nostra Signora Regina nel 2001.

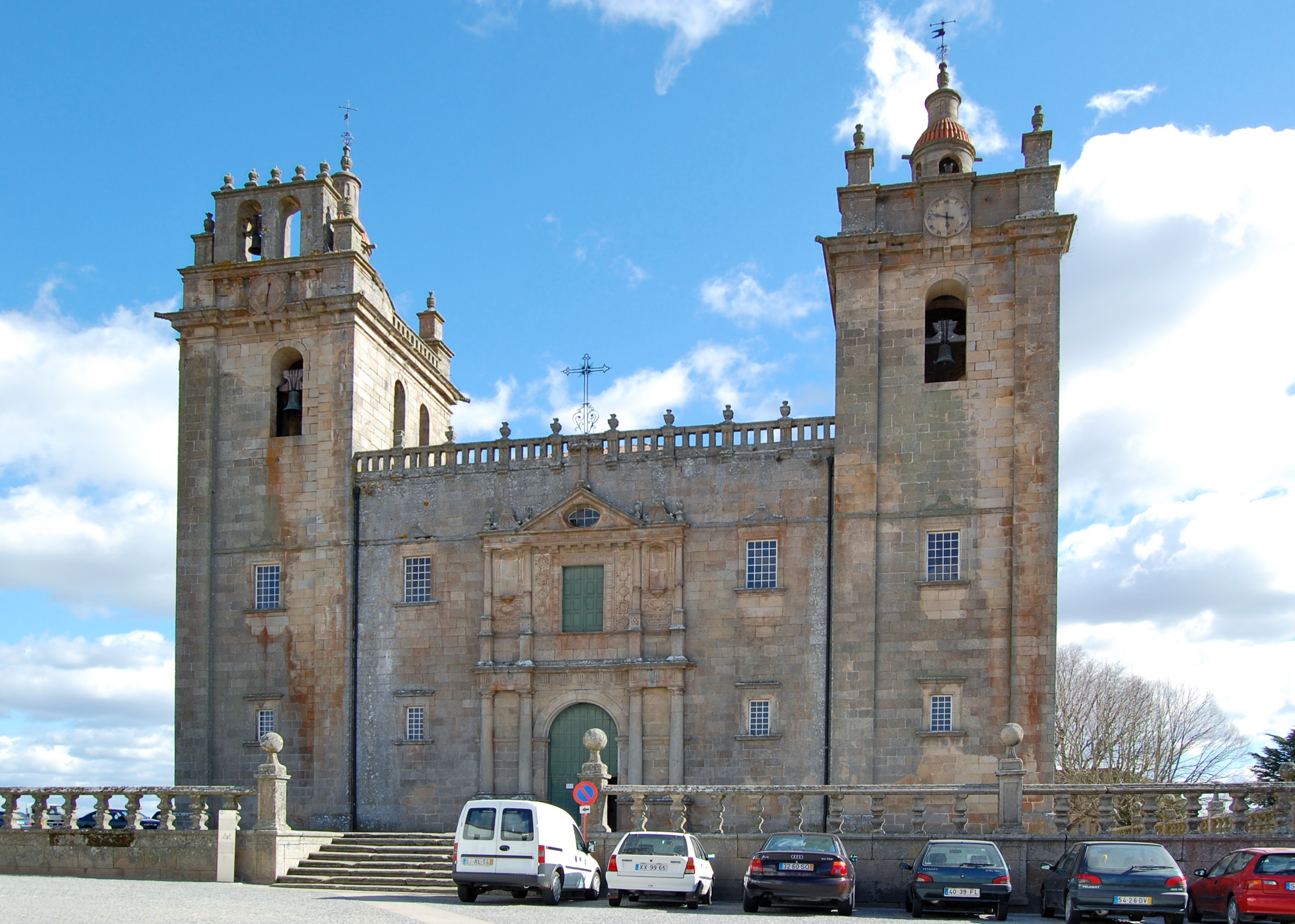
La concattedrale di Santa Maria a Miranda do Douro.

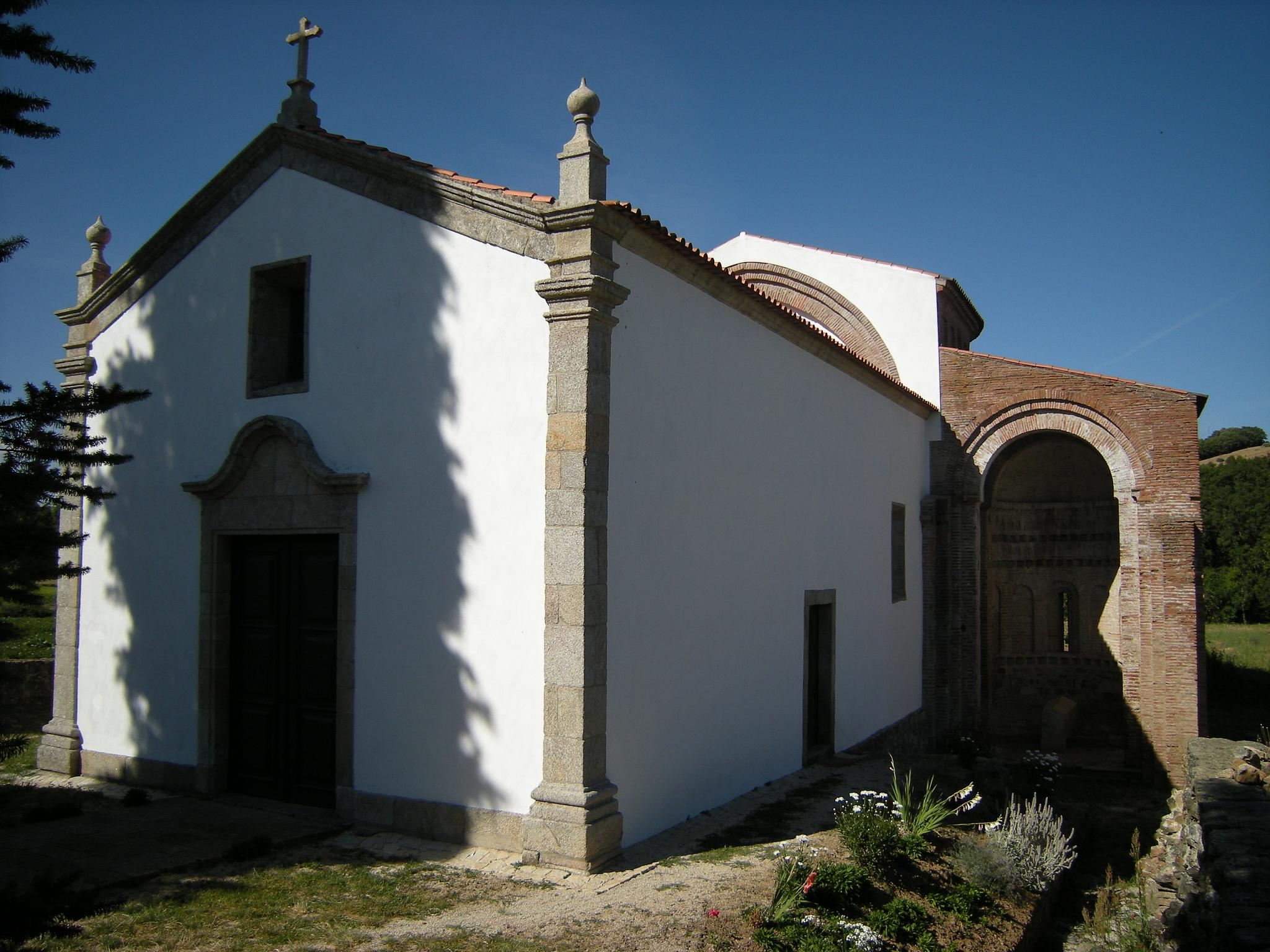
La chiesa del monastero benedettino di Castro de Avelãs, freguesia del comune di Braganza; è il più antico monastero presente nell'odierno territorio diocesano.

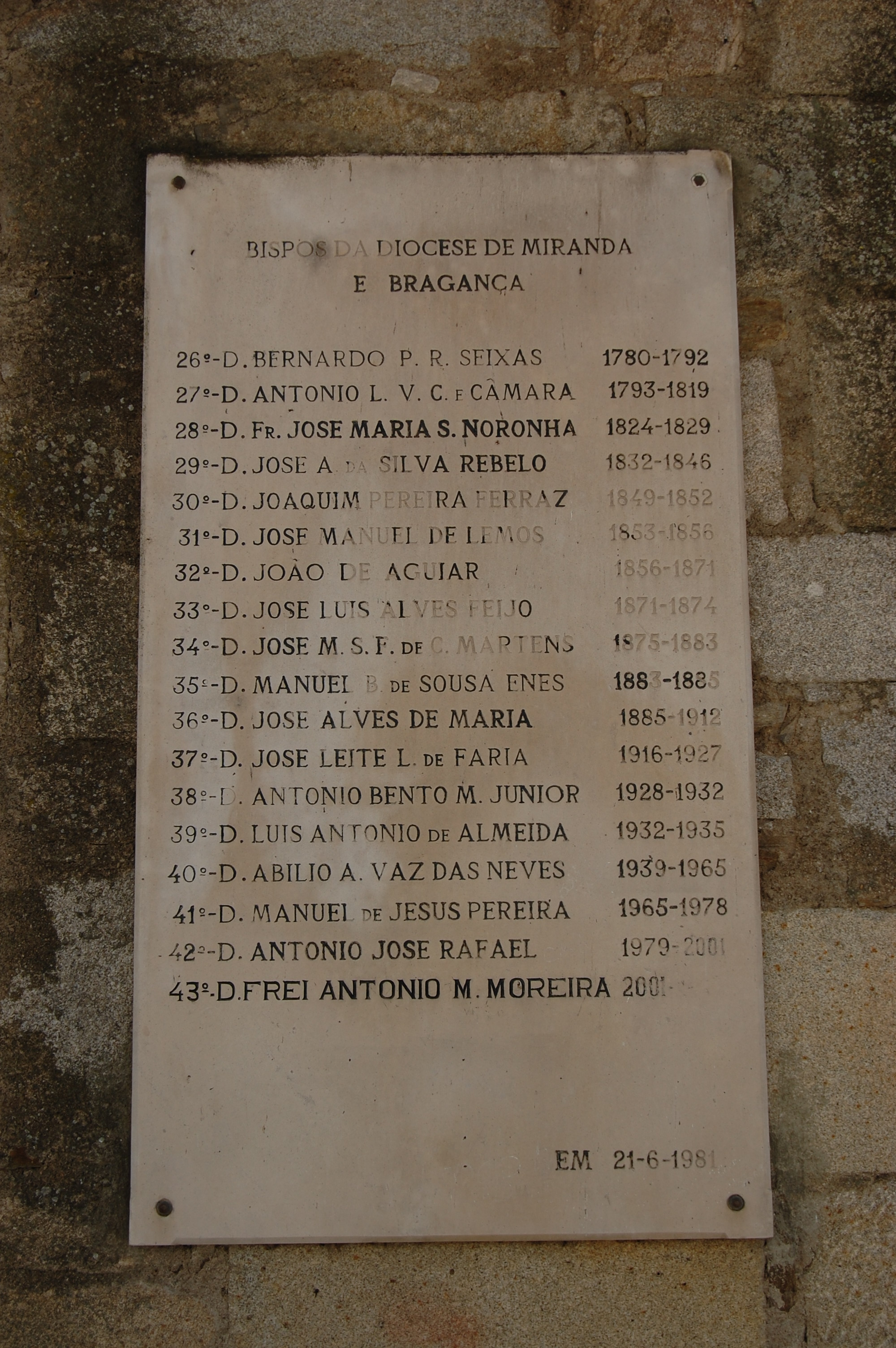
Lapide che riporta i nomi dei vescovi delle sedi unite.

La diocesi di Miranda fu eretta il 22 maggio 1545 con la bolla Pro excellenti Apostolicae Sedis di papa Paolo III, ricavandone il territorio dall'arcidiocesi di Braga. La nuova diocesi era costituita da 338 freguesias divise in 5 arcipresbiterati: Miranda do Douro, Braganza, Monforte, Mirandela e Lampaças.
Nel 1552 fu dato avvio alla costruzione della cattedrale, che fu ultimata verso la fine del secolo; già nel 1566 il vescovo António Pinheiro aveva consacrato l'altare maggiore.
Il 4 agosto 1607 il vescovo Diogo de Sousa istituì il seminario diocesano, dedicato a san Giuseppe.
Il 17 novembre 1764 il vescovo Aleixo de Miranda Henriques, a causa della decadenza della città episcopale, chiese ed ottenne dal re Giuseppe I l'autorizzazione al trasferimento della sede vescovile a Braganza, traslazione che fu attuata l'anno successivo. Nel 1766 anche il seminario diocesano si trasferì a Braganza.
Il 10 luglio 1770 la diocesi di Miranda fu divisa in due con l'erezione di quella di Braganza, in forza del breve apostolico Pastoris aeterni di papa Clemente XIV; fu eretta a cattedrale l'antica chiesa gesuitica del Santo Nome di Gesù. La separazione durò tuttavia solo 10 anni. Infatti il 27 settembre 1780 le due diocesi furono unite con la bolla Romanus Pontifex di papa Pio VI e la sede della diocesi fu posta in Braganza.
Il 30 settembre 1881 per effetto della bolla Gravissimum Christi di papa Leone XIII la diocesi si ampliò, incorporando l'arcidiaconato di Moncorvo, che era appartenuto all'arcidiocesi di Braga: la diocesi contava allora 334 parrocchie con 187.675 fedeli. Il 20 aprile 1922 invece cedette l'arcipretura di Monforte a vantaggio dell'erezione della diocesi di Vila Real. Da questo momento il territorio diocesano venne a coincidere con quello del distretto civile.
Il 24 ottobre 1981, con la lettera apostolica Sanctos Caelites, papa Giovanni Paolo II ha confermato san Benedetto abate patrono principale della diocesi di Braganza.
Il 27 maggio 1996 è stata stabilita la plena unione delle due diocesi, con l'assunzione del nome attuale.
Nell'ottobre del 2001 è stata inaugurata la nuova cattedrale di Braganza, dedicata a Nostra Signora Regina.

## Cronotassi dei vescovi
Si omettono i periodi di sede vacante non superiori ai 2 anni o non storicamente accertati.

### Vescovi di Miranda
- Toribio López † (22 marzo 1545 - 1553 deceduto)
- Rodrigo Lopes de Carvalho † (23 gennaio 1555 - 13 agosto 1559 deceduto)
- Julião de Alva † (5 aprile 1560 - 1564 dimesso)
- António Pinheiro † (21 giugno 1564 - 27 novembre 1579 nominato vescovo di Leiria)
- Jerónimo de Menezes † (2 dicembre 1579 - 22 maggio 1592 nominato vescovo di Porto)
- Manuel de Seabra † (12 maggio 1593 - 1595 deceduto)
- Diogo de Sousa † (4 luglio 1597 - 1º marzo 1610 nominato arcivescovo di Évora)
- José de Melo † (10 marzo 1610 - 18 luglio 1611 nominato arcivescovo di Évora)
- Jerónimo Teixeira Cabral † (14 maggio 1612 - 1614 deceduto)
- João da Gama † (18 maggio 1615 - 28 marzo 1617 deceduto)
- Francisco Pereira, O.E.S.A. † (1º ottobre 1618 - 7 gennaio 1621 deceduto)
- João de Valadares, O.E.S.A. † (30 agosto 1621 - 30 agosto 1627 nominato vescovo di Porto)
- Jorge de Melo † (20 settembre 1627 - 9 giugno 1636 nominato vescovo di Coimbra)
  - Sede vacante (1636-1672)[6]
- André Furtado de Mendonça † (12 dicembre 1672 - 21 luglio 1676 deceduto)
- José de Lencastre, O.Carm. † (26 aprile 1677 - 2 giugno 1681 nominato vescovo di Leiria)
- Lourenço de Castro, O.P. † (1º dicembre 1681 - 10 agosto 1684 deceduto)
- António de Santa Maria † (9 aprile 1685 - 1º settembre 1688 deceduto)
- Manuel de Moura Manuel † (6 giugno 1689 - 7 settembre 1699 deceduto)
- João Franco de Oliveira † (18 aprile 1701 - 2 agosto 1715 deceduto)
- João de Sousa Carvalho † (8 giugno 1716 - 15 agosto 1737 deceduto)
  - Sede vacante (1737-1740)
- Diogo Marques Morato † (19 dicembre 1740 - 29 dicembre 1749 deceduto)
- João da Cruz Salgado de Castilho, O.C.D. † (19 gennaio 1750 - 20 ottobre 1756 deceduto)
- Aleixo de Miranda Henriques, O.P. † (13 marzo 1758 - 6 agosto 1770 nominato vescovo di Porto)
- Manuel de Vasconcellos Pereira † (6 agosto 1770 - 8 marzo 1773 nominato vescovo di Lamego)
- Miguel António Barreto de Meneses † (12 luglio 1773 - 8 agosto 1780 dimesso)

### Vescovi di Braganza, poi di Braganza e Miranda
- Miguel António Barreto de Meneses † (6 agosto 1770 - 12 luglio 1773 nominato vescovo di Miranda)
- Bernardo Pinto Ribeiro Seixas † (12 luglio 1773 - 9 settembre 1792 deceduto)
- António Luís da Veiga Cabral e Câmara † (17 giugno 1793 - 13 giugno 1819 deceduto)
  - Sede vacante (1819-1824)
  - Luiz de Castro Pereira, C.S.I. † (21 aprile 1821 - 1º agosto 1822 deceduto) (vescovo eletto)[7]
- José Maria de Santana e Noronha † (24 maggio 1824 - 24 dicembre 1829 deceduto)
  - Sede vacante (1829-1832)
- José António da Silva Rebelo, C.M. † (2 luglio 1832 - 7 novembre 1846 deceduto)
  - Sede vacante (1846-1849)
- Joaquim Pereira Ferraz, O.S.B. † (28 settembre 1849 - 10 marzo 1853 nominato vescovo di Leiria)
- José Manuel de Lemos † (7 aprile 1854 - 18 settembre 1856 nominato vescovo di Viseu)
- João d'Aguiar † (3 agosto 1857 - 2 maggio 1871 dimesso)
- José Luis Alves Feijo, O.SS.T. † (5 maggio 1871 - 7 novembre 1874 deceduto)
- José Maria da Silva Ferrão de Carvalho Martens † (16 febbraio 1875 - 9 agosto 1883 nominato vescovo di Portalegre)
- Manuel Bernardo de Sousa Enes † (9 agosto 1883 - 30 luglio 1885 nominato vescovo di Portalegre)
- José Alves de Mariz † (30 luglio 1885 - 25 agosto 1912 deceduto)
  - Sede vacante (1912-1915)
- José Leite Lopes de Faria † (5 ottobre 1915 - 23 agosto 1927 deceduto)
- Antonio Benedetto Martins Júnior † (20 giugno 1928 - 14 luglio 1932 nominato arcivescovo coadiutore di Braga[8])
- Luís António de Almeida † (7 ottobre 1932 - 4 ottobre 1935 dimesso[9])
  - Sede vacante (1935-1938)
- Abílio Augusto Vaz das Neves † (8 dicembre 1938 - 20 febbraio 1965 dimesso[10])
- Manuel de Jesus Pereira † (20 febbraio 1965 - 11 settembre 1978 deceduto)
- António José Rafael † (26 febbraio 1979 - 27 maggio 1996 nominato vescovo di Braganza-Miranda)

### Vescovi di Braganza-Miranda
- António José Rafael † (27 maggio 1996 - 13 giugno 2001 ritirato)
- António Montes Moreira, O.F.M. (13 giugno 2001 - 18 luglio 2011 ritirato)
- José Manuel Garcia Cordeiro (18 luglio 2011 - 3 dicembre 2021 nominato arcivescovo di Braga)
- Nuno Manuel dos Santos Almeida, dal 19 maggio 2023

## Statistiche
La diocesi nel 2022 su una popolazione di 133.680 persone contava 126.130 battezzati, corrispondenti al 94,4% del totale.
| anno | popolazione | popolazione | popolazione | presbiteri | presbiteri | presbiteri | presbiteri                | diaconi | religiosi | religiosi | parrocchie |
| anno | battezzati  | totale      | %           | numero     | secolari   | regolari   | battezzati per presbitero | diaconi | uomini    | donne     | parrocchie |
| ---- | ----------- | ----------- | ----------- | ---------- | ---------- | ---------- | ------------------------- | ------- | --------- | --------- | ---------- |
| 1949 | 210.100     | 210.100     | 100,0       | 235        | 232        | 3          | 894                       |         |           | 45        | 315        |
| 1959 | 231.500     | 232.000     | 99,8        | 248        | 245        | 3          | 933                       |         | 3         | 97        | 315        |
| 1970 | 241.900     | 242.000     | 100,0       | 211        | 200        | 11         | 1.146                     |         | 24        | 165       | 315        |
| 1980 | 208.500     | 209.500     | 99,5        | 174        | 171        | 3          | 1.198                     |         | 7         | 107       | 315        |
| 1990 | 175.600     | 188.000     | 93,4        | 125        | 120        | 5          | 1.404                     |         | 7         | 129       | 322        |
| 1999 | 155.600     | 157.716     | 98,7        | 126        | 119        | 7          | 1.234                     | 4       | 9         | 127       | 324        |
| 2000 | 155.600     | 157.910     | 98,5        | 126        | 120        | 6          | 1.234                     | 4       | 8         | 126       | 324        |
| 2001 | 155.600     | 157.910     | 98,5        | 123        | 117        | 6          | 1.265                     | 4       | 8         | 132       | 324        |
| 2002 | 147.339     | 148.839     | 99,0        | 114        | 107        | 7          | 1.292                     | 4       | 11        | 128       | 324        |
| 2003 | 147.339     | 148.839     | 99,0        | 112        | 104        | 8          | 1.315                     | 4       | 11        | 122       | 324        |
| 2004 | 147.339     | 148.830     | 99,0        | 107        | 99         | 8          | 1.377                     | 4       | 10        | 132       | 324        |
| 2006 | 147.300     | 148.839     | 99,0        | 109        | 101        | 8          | 1.351                     | 4       | 13        | 128       | 326        |
| 2012 | 149.400     | 151.900     | 98,4        | 90         | 82         | 8          | 1.660                     | 4       | 10        | 104       | 326        |
| 2015 | 148.000     | 150.600     | 98,3        | 80         | 72         | 8          | 1.850                     | 8       | 12        | 107       | 326        |
| 2018 | 127.600     | 134.000     | 95,2        | 87         | 76         | 11         | 1.466                     | 10      | 13        | 108       | 326        |
| 2020 | 127.400     | 133.770     | 95,2        | 88         | 78         | 10         | 1.447                     | 12      | 12        | 109       | 322        |
| 2022 | 126.130     | 133.680     | 94,4        | 85         | 75         | 10         | 1.483                     | 12      | 12        | 115       | 321        |